# Denis Pétau
Denis Pétau, noto anche come Dionysius Petavius, italianizzato in Petavio (Orléans, 21 agosto 1583 – Parigi, 11 dicembre 1652), è stato un filosofo, storico e teologo francese.

## Biografia
Nato a Orléans vi riceve la prima educazione per passare in seguito all'Università di Parigi, dove difese con successo le sue tesi per la maîtrise, non in latino, come era allora abitudine, ma in greco. In seguito seguì i corsi di teologia alla Sorbonne, e successivamente, nel 1603 su indicazione di Nicolas Ysambert, è nominato lettore di filosofia a Bourges. Vi resta per due anni, quando torna a Parigi ed entra nella Compagnia del Gesù. A Parigi entrò in amicizia con Isaac Casaubon, che era allora bibliotecario alla biblioteca reale, dove passò tutto il tempo libero a studiare gli antichi manoscritti greci.
A Parigi entra in corrispondenza con Fronton du Duc, l'editore di Giovanni Crisostomo. Nel 1605, diventato un gesuita, insegna retorica a Reims (1609), La Flèche (1613), e al Collège de Clermont (1618).
Nel 1610 a Orléans fu ordinato diacono e ottenne l'incarico di una canonica.
Durante quest'ultimo periodo iniziò una corrispondenza con il vescovo di Orléans, Gabriel de Laubépine (Albaspinaeus), sui primi anni della chiesa primitiva. Dal 1622 insegnò per ventidue anni teologia positiva, e in questo periodo lasciò la Francia solo in due occasioni: la prima nel 1629, per insegnare storia ecclesiastica a Madrid su invito di Filippo IV e la seconda per recarsi a Roma su invito di papa Urbano VIII. A sessanta anni chiuse l'insegnamento, ma mantenne il suo incarico di bibliotecario, incarico in cui era succeduto a Fronton du Duc (1623), e dedicò resto della sua vita al suo grande lavoro, i Dogmata theologica. Morì a Parigi.

## Attività
Fu uno dei più brillanti studiosi del suo periodo. Riprendendo e migliorando i lavori di cronologia di Giuseppe Giusto Scaligero,  pubblicò nel 1627 un Opus de doctrina temporum, che è stata ristampato più volte. Un compendio del suo lavoro, Rationarium temporum, fu tradotto in francese e inglese e ampliato fino al 1849.
L'elenco completo delle sue opere riempie venticinque colonne nel catalogo di Sommervogel: ha scritto trattati di cronologia, storia, filosofia, polemiche, patristica, e sulla storia dei dogmi. La sua prima edizione dei lavori di Sinesio apparse nel 1612, dieci anni prima dell'opera di Casaubon (Synesii episcopi Cyrenensis opera, nuova ed., 1633); nel 1613 e nel 1614 i discorsi di Temistio e Giuliano (nuova ed., 1630); nel 1616 il Breviarium historicum Nicephori; poi, dopo alcuni lavori poetici e di oratoria, un'edizione di Epifanio di Salamina in due volumi (1622; nuova ed., 1632), che precedono quello di Jacob Gretser, S.J., e che inizialmente dovevano semplicemente essere una traduzione rivista di Janus Cornarius. Nel 1622 e nel 1623 apparvero i Mastigophores, tre pamphlet, con le note su Salmasio e un Tertulliano, un lavoro polemico.
Tra gli scritti precedenti Pétau inserì alcune dissertazioni sulla cronologia; nel 1627 pubblicò De doctrina temporum, e più tardi le Tabulae chronologicae (1628, 1629, 1633, 1657). Il lavoro superò il De Emendatione temporum dello Scaligero (Parigi, 1583), e preparò il terreno per i successivi lavori dei Benedettini. Un sommario apparve nel 1633 (1635, 1641, etc.) con il
titolo di Rationarium temporum, di cui sono state fatte molte ristampe e traduzioni in francese, inglese e italiano.
Circa nello stesso periodo compose opere poetiche in greco e latino e dissertazioni (spesso di natura polemica) contro Grozio, Salmasio, Arnauld, e altri. La sua parafrasi dei Salmi in versi greci fu dedicata nel 1637 a papa Urbano VIII.
Nel 1643 apparvero i primi tre volumi della Dogmata theologica (data 1644); il quarto e il quinto furono pubblicati nel 1650; il lavoro rimase incompleto per la morte di Pétau, e nonostante diversi tentativi non fu mai completato. Sono state pubblicate numerose edizioni dei  "Dogmata theologica", compresa quella curata dal calvinista Jean Le Clerc, pubblicata ad Anversa nel 1700; l'ultima edizione uscì in otto volumi a cura di J. B. Fournials (Parigi, 1866–68). Nel 1757 Francesco Antonio Zaccaria, S.J., ripubblicò l'opera a Venezia con note e dissertazioni; nel 1857 Passaglia e Schrader intrapresero un lavoro simile, ma produssero solo il primo volume. Le sue lettere, Epistolarum libri tres, furono pubblicate postume; benché lungi dall'essere complete, danno un'idea della sua conoscenza dei più famosi uomini d'Europa dell'epoca; danno anche preziose informazioni sulla stesure delle sue opere e sul suo metodo.

## Opere

Dogmata theologica, 1757

La fama di Pétau è principalmente associata al ponderoso, ma non terminato, De theologicis dogmatibus, il primo tentativo sistematico mai fatto di trattare lo sviluppo della dottrina cristiana da un punto di vista storico.
La reputazione ottenuta da Pétau durante la sua vita fu specialmente dovuta al suo lavoro sulla cronologia. Si vantò di avere contato ottomila errori negli Annales Ecclesiastici di Baronio. Furono pronunciati elogi nei suoi confronti da diversi contemporanei, tra cui Pierre Daniel Huet, Henri Valois, Grozio, Isaac Voss, F. Clericus, e Enrico Noris. Il suo lavoro cronologico è rimasto a lungo insuperato.
Nei suoi lavori sulla patristica ebbe a disposizione solo edizioni imprecise dei Padri della Chiesa. Un lavoro simile era già stato approntato da Melchor Cano, nel suo De locis theologicis.
Il lavoro di Pétau fu criticato; si disse che si era ispirato a un simile trattato del cardinale Agostino Oreggi (1577–1635), come sostenuto da Zöckler, o alla Confessio catholica di Johann Gerhard (1582 – 1637), come supposto da Eckstein. Ma la Confessio catholica ha un differente obiettivo, come enunciato nella prima pagina; ci sono degli ampi sviluppi storici nei sedici libri della De Incarnatione Verbi di Pétau. La relazione con Agostino Oreggi fu esaminata in dettaglio da François Oudin nelle Mémoires de Trévoux (luglio 1718, pp. 109–33).
Le sue opere hanno un notevole valore documentario. Pétau amplifica gli errori dello scolasticismo, ma lo difende dalle accuse di Erasmo. Nei Dogmata, dopo aver descritto la storia di ogni dogma, aggiunge la confutazione dei nuovi errori.
Nei testi polemici il suo stile è un po' duro; è più dolce nelle discussioni con Grozio.
Il giorno dopo la sua morte, Pétau fu commemorato da Henri Valois, uno dei suoi allievi, e da Leone Allacci, con un poema in greco, scritto su richiesta di papa Urbano VIII.
Grecista e latinista di grande valore, Petau fu autore di varie traduzioni di opere greche in latino, tra le quali particolarmente degne di nota sono le traduzioni di sedici delle trentatré orazioni di Temistio e delle opere di Giuliano imperatore pubblicate nella già citata edizione critica delle opere dei due autori (1613 e 1630). Fu autore anche di una traduzione dal latino al greco del Laelius de Amicitia di Cicerone.

## Omaggi
Gli è stato dedicato il cratere Petavius sulla Luna.